# Béka-tó
A Béka-tó a Budai-hegységnek a legnagyobb felületű, természetes eredetű, felszíni tava. A kis erdei tavacska a János-hegy délnyugati oldalában, a libegő felső állomásától a Gyermekvasút János-hegy állomásához vezető sétaút mentén.

## Leírása
A tó létezése különlegesnek mondható, mivel a Budai-hegység javarészt meszes kőzetekből áll, amikben ritkák az állóvizek. Megmaradását annak köszönheti, hogy a medrében sok az agyag, ami nem engedi elszivárogni a vizet.
A tóban élnek, a névadó békákon kívül, pettyes gőték, többféle vízicsiga és sok rovar is. A Normafánál látható szitakötők is ebben a tóban töltötték lárvakorukat, és ide is térnek vissza petéket lerakni.
A 20. század 50-es éveiben még több, a Béka-tóhoz hasonló, tengerszem-szerű tavacska volt a Budai-hegyekben. Ilyen volt az Istenszeme-tó, a Disznófő-forrás alatti névtelen tavacska. A budai hegység 1960 körül végrehajtott csatornázásával ezeket a tavakat tápláló forrásokat: Istenszeme-forrást, Disznófő-forrást, de más forrásokat is, például a Csermely-forrást is közvetlenül vezették be a csatornahálózatba. Ezzel visszafordíthatatlan kárt okoztak a Budai-hegység élővilágának.

## Külső hivatkozás
- Magyar Biológiai Társaság – Fiatalok Természetismereti Klubja – Béka-tó. mbt-ftk.hu, 2011 [last update]. [2010. július 22-i dátummal az eredetiből archiválva]. (Hozzáférés: 2011. április 27.)
- Normafa Park – Látnivalók – Béka-tó. normafapark.hu, 2017 [last update]. [2022. június 9-i dátummal az eredetiből archiválva]. (Hozzáférés: 2022. április 18.)